# Campeonato Cingalês de Futebol
O Campeonato Cingalês de Futebol, em nome original Champions League, é a principal competição de futebol do Sri Lanka. É também conhecida como Liga dos Campeões do Sri Lanka. 
Atualmente recebe o nome Dialog Champions League, por ser patrocinada pela operadora cingalesa de celular Dialog.

## Formato
O campeonato é disputado num formato em que todos jogam contra todos. Classificam-se  4 para a fase final e 2 são rebaixados.

## Participantes em 2011/2012
- Ratnam Sports Club
- Sri Lanka Army SC
- SL Navy SC
- Don Bosco SC
- Renown SC
- Sri Lanka Police SC
- Sri Lanka Air Force SC
- Blue Star SC
- Saunders SC
- New Young's SC
- Nandimithra SC
- Java Lane SC

## Campeões
| Season  | Champions        | Runners-up |
| ------- | ---------------- | ---------- |
| 1985    | Saunders SC      | York SC    |
| 1986    | Saunders SC      |            |
| 1987    | Saunders SC      |            |
| 1988    | Old Bens SC      |            |
| 1989    | Saunders SC      |            |
| 1990    | Renown SC        |            |
| 1991    | Saunders SC      | Ratnam SC  |
| 1992    | Saunders SC      |            |
| 1993    | Renown SC        |            |
| 1994    | Renown SC        |            |
| 1995    | Pettah United SC |            |
| 1996    | Saunders SC      |            |
| 1997    | Saunders SC      |            |
| 1997–98 | Ratnam SC        |            |
| 1998–99 | Saunders SC      |            |
| 1999–00 | Mawanella United |            |

| Season  | Champions                 | Runners-up    |
| ------- | ------------------------- | ------------- |
| 2000–01 | Saunders SC               | Negambo Youth |
| 2001–02 | Saunders SC               | Negambo Youth |
| 2002–03 | Negambo Youth             |               |
| 2003–04 | Blue Star SC              | Ratnam SC     |
| 2004–05 | Saunders SC               | Ratnam SC     |
| 2005–06 | Negambo Youth             | Ratnam SC     |
| 2006–07 | Ratnam SC                 | Blue Star SC  |
| 2007–08 | Ratnam SC                 |               |
| 2008–09 | Army SC                   | Ratnam SC     |
| 2009–10 | Renown SC                 | Air Force SC  |
| 2010–11 | Don Bosco SC              | Army SC       |
| 2011–12 | Ratnam SC                 | Army SC       |
| 2013–14 | Air Force SC              | Ratnam SC     |
| 2014–15 | Solid SC                  |               |
| 2015    | Colombo FC                | Renown SC     |
| 2016-17 | Colombo FC                | Solid SC      |
| 2017-18 | Colombo FC                | Renown SC     |
| 2017-18 | Army SC                   | Colombo FC    |
| 2018-19 | Sri Lanka Army Sport Club | Colombo FC    |

## Títulos por equipe
| # | Equipe           | Títulos | Anos dos Títulos                                                                    |
| - | ---------------- | ------- | ----------------------------------------------------------------------------------- |
| 1 | Saunders SC      | 12      | 1985, 1986, 1987, 1989, 1991, 1992, 1996, 1997, 1998-99, 2000-01, 2001-02 e 2004-05 |
| 2 | Ratnam SC        | 5       | 1997-98, 1999-00, 2006-07, 2007-08 e 2011-12                                        |
| 3 | Renown SC        | 4       | 1990, 1993, 1994 e 2009-10                                                          |
| 4 | Colombo FC       | 3       | 2015, 2016-17 e 2017-18                                                             |
| 5 | Negombo Youth    | 2       | 2002-03 e 2005-06                                                                   |
| 6 | Solid SC         | 1       | 2014-15                                                                             |
| 6 | Pettah United SC | 1       | 1995                                                                                |
| 6 | Old Bens SC      | 1       | 1988                                                                                |
| 6 | Don Bosco SC     | 1       | 2010-11                                                                             |
| 6 | Blue Star SC     | 1       | 2003-04                                                                             |
| 6 | Army SC          | 1       | 2008-09 e 2018-19                                                                   |
| 6 | Air Force SC     | 1       | 2013                                                                                |